# 河龙乡
河龙乡是中国福建省三明市宁化县下辖的一个乡。

## 行政区划
现辖：
河龙村、前进村、大洋村、永建村、下伊村、高阳村、明珠村和沙坪村。